# Digital Video Broadcasting

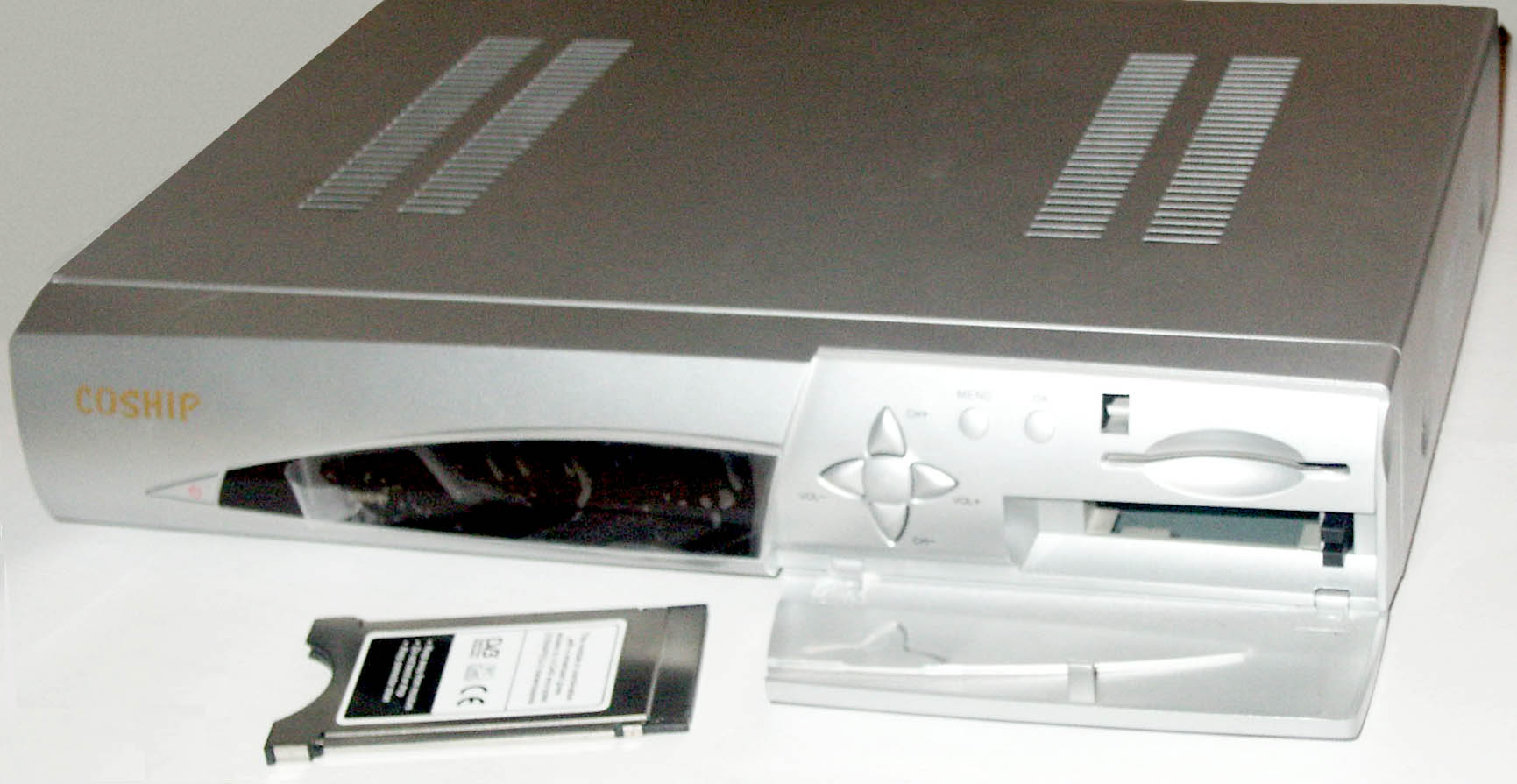
Coship DVB-S-decoder

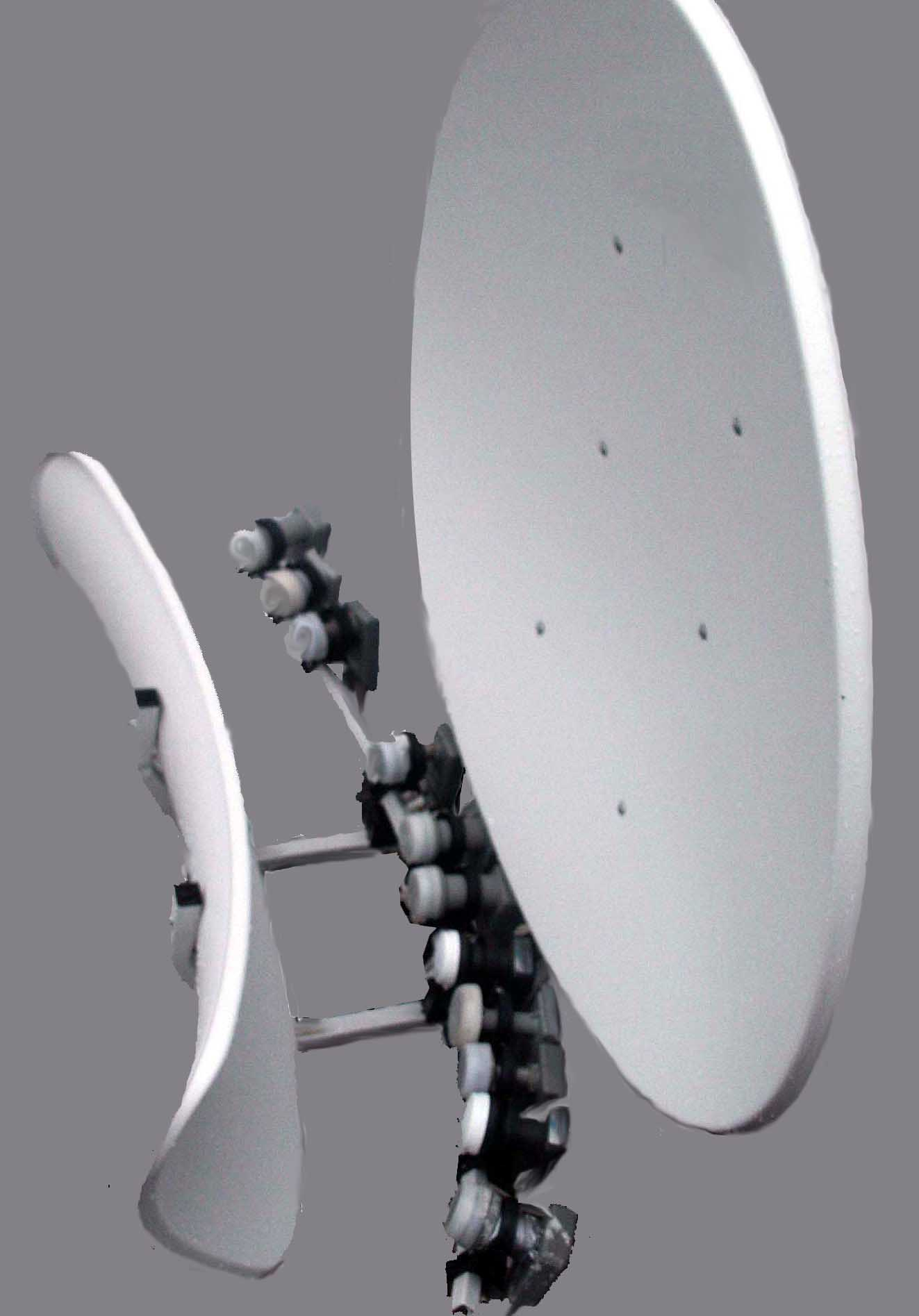
Toroïdale DVB-antenne

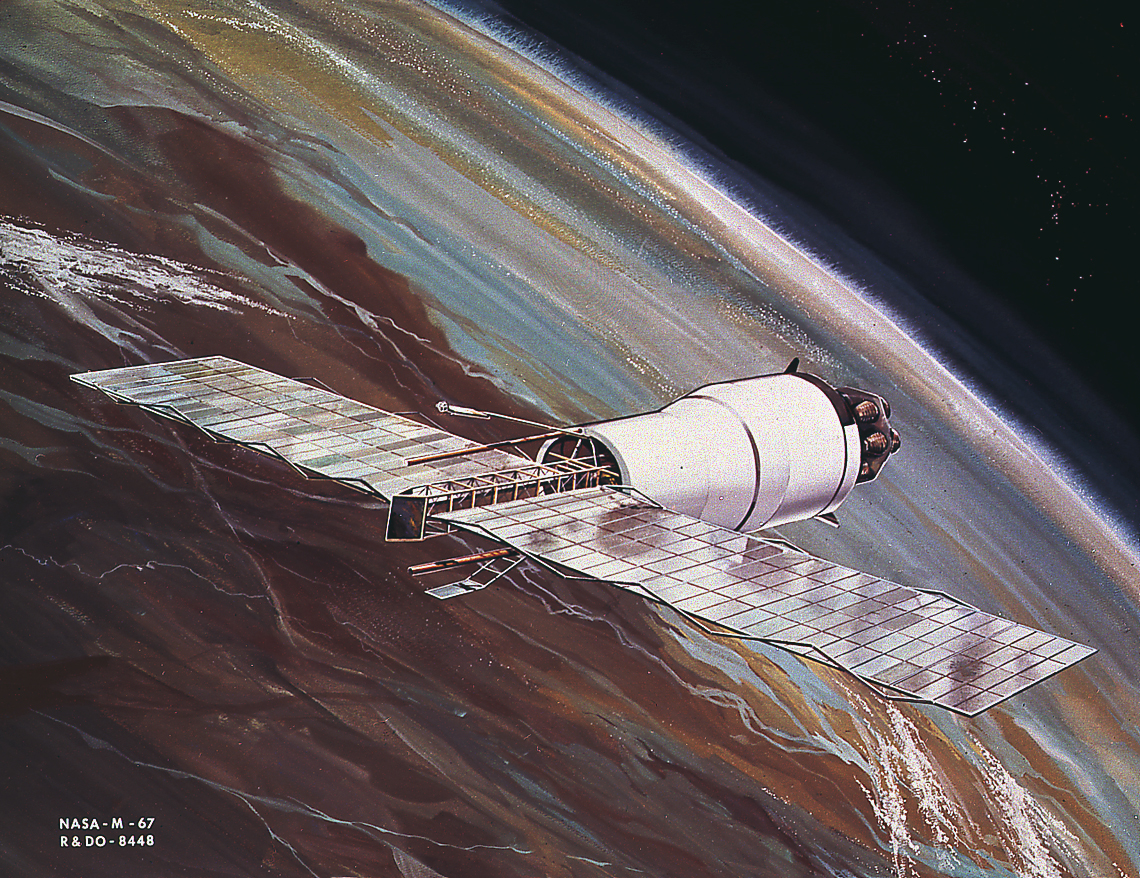
Pegasus DVB-S-transponder

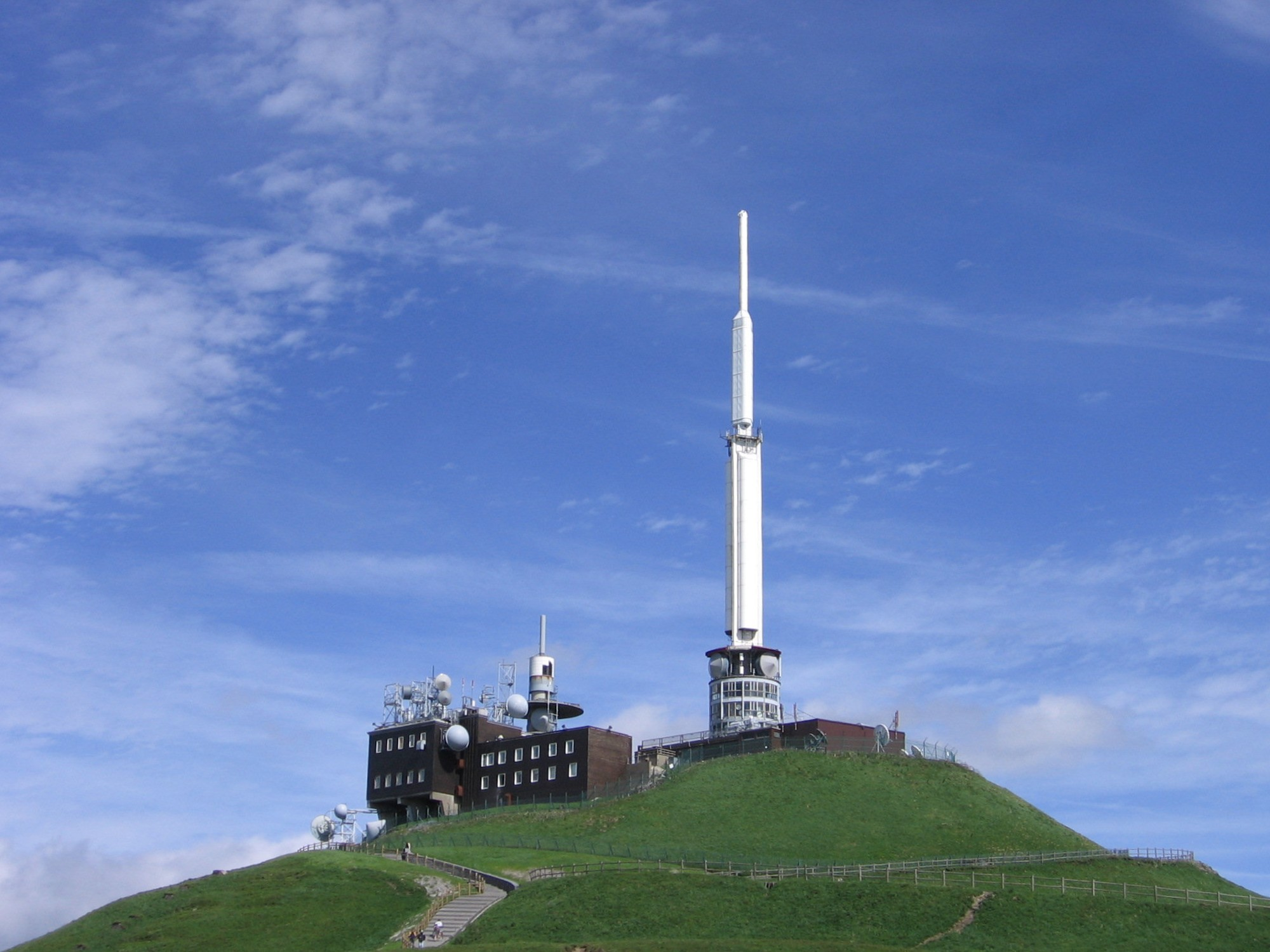
DVB-T-zendmast

Digital Video Broadcasting of DVB is een internationaal aanvaarde open standaard voor digitale televisie. De standaard kan ook worden gebruikt voor digitale radio.
Het traditionele analoge televisiesysteem is ongeveer vijftig jaar oud. Er zijn gedurende deze periode verschillende verbeteringen en vernieuwingen aan het systeem geweest, zoals kleurentelevisie en teletekst. Via het analoge net zijn er geen ontwikkelingen meer mogelijk. Vandaar dat er de laatste jaren vooral op digitaal gebied ontwikkeld wordt.
Dit betekende dat er een compleet ander televisiesysteem moest komen. Vanaf de uitgang van de studio tot en met bij de kijker thuis moet de apparatuur worden vernieuwd. In Europa is hiervoor het Digital Video Broadcasting (DVB) systeem ontwikkeld. Afhankelijk van de toepassing bestaan er verschillende versies.
Om de signalen op een beeldscherm te kunnen weergeven, dienen deze eerst te worden gedecodeerd. Daarvoor dient een decoder. Het kan een aparte settopbox zijn die wordt geplaatst tussen de kabelaansluiting en het ontvangsttoestel. Deze settopbox wordt meestal via een scartkabel of een HDMI-kabel op de televisie aangesloten.
De decoder kan ook in de televisie zijn ingebouwd. Hedendaagse televisies worden vaak verkocht met ingebouwde (HD) DVB-T- en DVB-C-ontvangers en CI- of CI+-interface voor de decryptie. Duurdere modellen beschikken vaak ook over een DVB-S2-ontvanger. De decoder dient echter geschikt te zijn voor het coderings-systeem waarmee de televisiesignalen worden versleuteld door de kabelaar. Wanneer de decoder niet voor het juiste systeem geschikt is of wanneer de distributeur overgaat op een ander coderings-systeem, is de decoder onbruikbaar.

## Geschiedenis
In 1991 kwamen producenten van consumentenelektronica, zend-organisaties en regelgevende instanties bijeen om de mogelijkheden van digitale televisie te bespreken. Eind 1991 werd de European Launching Group, ELG, opgericht, die vanaf 1993 zich DVB ging noemen. Deze organisatie houdt zich bezig met alle vormen van digitale televisie. De organisatie, die aanvankelijk Europees was, werkt nu wereldwijd, en er nemen meer dan 300 bedrijven en organisaties in deel.
In 1993 werd de DVB-S-standaard voor digitale televisie via de satelliet ontwikkeld, in 1994 de DVB-C-standaard voor digitale kabeltelevisie en in 1997 werd de veel complexere DVB-T-standaard voor digitale televisie via aardse zenders afgerond. Recent werd daar de DVB-H-standaard voor hand held TV aan toegevoegd. Alle standaarden zijn open, en het werk in de werkgroepen van de DVB-organisatie wordt vastgelegd in standaarden van ETSI of CENELEC.

## Algemeen
De voordelen van DVB zijn:
- Bij ontvangst zijn het beeld en geluid storingsvrij.
- Binnen één kanaal kunnen meerdere televisieprogramma’s en een aantal radioprogramma’s vergelijkbaar met de huidige kwaliteitsstandaard worden uitgezonden. In vergelijking met analoge televisie is er dus ruimte voor meer kanalen.
- Het is mogelijk om extra informatie uit te zenden. Voorbeelden hiervan zijn Superteletekst, Elektronische Programma Gids (EPG), thuisbankieren en thuiswinkelen, internet etc.
- Doordat DVB-signalen digitaal zijn, kan men ze ook eenvoudig versleutelen, wat weer mogelijkheden biedt voor betaal-tv (Pay TV).
- HD-beeld en surround-sound mogelijk.

De nadelen van DVB zijn:
- Geen beeld-wel beeld. Dit betekent dat wanneer het signaal te zwak wordt (bijvoorbeeld bij stortregens of een bewegende schotel tijdens storm), het beeld wegvalt of gaat blokken; een tussenweg is er niet. Dit in tegenstelling tot analoog waarbij er storing in de vorm van ruis ontstond. Bij onweer kan het signaal wegvallen. Dit komt door de enorme hoeveelheden water die onweerswolken kunnen bevatten en die voor een grote demping van het signaal kunnen zorgen. Dit kan deels opgevangen worden door een grotere schotelantenne te nemen. Gewone regenbuien zijn bijna nooit de oorzaak van wegvallend signaal.
- Voor sommige oudere televisies, die niet beschikken over een DVB-T-, DVB-C-, DVB-S- of DVB-S2-ontvanger, is een aparte ontvanger/decoder nodig. Bij DVB-T is een aparte (kamer)antenne benodigd, en bij DVB-S een extra schotelantenne of een LNB met extra aansluitingen voor een tweede coax-kabel, maar dit is in feite hetzelfde principe als de spriet- of harkantenne bij analoge ethertelevisie.

De volgende vormen van digitale uitzendingen zijn mogelijk:
- DVB-S: voor het uitzenden via een satelliet. Dit wordt onder andere gebruikt voor het uitzenden van de Nederlandstalige televisieprogramma’s.
  - DVB-S2: Een verbeterde versie van DVB-S die het mogelijk maakt om HD-zenders te ontvangen op basis van de MPEG-4 H264 codec.
- DVB-C: voor het doorgeven via de kabel.
- DVB-T: voor het uitzenden via terrestriële (aardse) zenders.
- DVB-H: voor het uitzenden naar mobiele 'handheld' toepassingen. In Nederland is uitzending via DVB-H op 1 juni 2011 beëindigd.

## Onderscheid naar distributie-kanaal

### DVB-S
DVB-S(atellite) gaat via een satelliet. Sublieme beeld- en geluidskwaliteit zijn mogelijk over hele continenten via een enkele frequentie. Hierdoor kan de beschikbare bandbreedte optimaal benut worden. Het grote nadeel is dat voor satellietontvangst een line of sight verbinding nodig is tussen schotelantenne en satelliet. Enerzijds moet de antenne op de satelliet gericht staan met een kleine foutmarge (ca. 6°). Anderzijds moet ze die satelliet ook kunnen "zien", met andere woorden, er mogen geen gebouwen of andere obstakels in de weg staan.

#### DVB-S2
Een verbeterde versie van DVB-S is de opvolger DVB-S2. Hierin zijn talloze verbeteringen verwerkt, waardoor onder andere de capaciteit met 20% tot 30% is toegenomen (betekent 20% tot 30% meer televisiekanalen). Ook is de nieuwe standaard beter geschikt voor het doorgeven van internetverkeer (TCP/IP). Een nadeel is echter dat er nieuwe apparatuur nodig is die met DVB-S2 overweg kan. DVB-S2 is wel volledig "backwards-compatible" met DVB-S. Dit wil zeggen dat op een bestaand satellietkanaal de bestaande capaciteit beschikbaar kan blijven voor de bestaande radio- en televisiestations die in MPEG-2 uitzenden, en dat de 30% extra ruimte die door DVB-S2 gecreëerd wordt voor een dienst die in MPEG-4 wordt uitgezonden (zoals hdtv of IP-streams).
Om deze extra diensten te kunnen ontvangen zullen de settopboxen vervangen moeten worden. Dit betekent dat DVB-S2 in de praktijk vooral voor nieuwe toepassingen zoals hdtv gebruikt zal worden. De apparatuur in de grondstations en in de nieuwste satellieten is inmiddels al geschikt voor het doorsturen van DVB-S2 hdtv-signalen van het WK Voetbal in Duitsland in 2006. Wanneer DVB-S2-signalen in combinatie met de nieuwste compressietechnieken worden toegepast is ruwweg dezelfde capaciteit nodig (iets meer) als standaard kwaliteit digitale televisie met de bestaande compressietechnieken.

### DVB-C
DVB-C(able) komt via de kabeldistributie. DVB-C is in de eerste plaats bedoeld om via compressie meer zenders te kunnen doorsturen over dezelfde bandbreedte als in gebruik is voor analoge televisie en dus zonder de bestaande kabelnetten om te bouwen. Op dit moment erkent de Federal Communications Commission (FCC) 60 analoge televisiekanalen (2-12 en 21-69) met een bandbreedte van 7 of 8 MHz per kanaal.
De bandbreedte van de Europese kabeltelevisienetwerken voor de doorgifte van signalen naar de klant loopt, afhankelijk van de kabelmaatschappij, ongeveer van 80 MHz tot 860 MHz. Deze bandbreedte kan gebruikt worden voor het transport van FM-radiosignalen, analoge (televisiesystemen B en G of een ander systeem met 625 lijnen) en digitale (DVB-C) televisiesignalen en EuroDOCSIS-signalen (voor internet en telefonie) over de kabel. Doordat de FM-radio in het gebied van 87 t/m 108 MHz wordt doorgegeven blijft voor doorgifte van DVB-C het gebied van 108 MHz t/m 862 MHz over. Hierbinnen gelden voor bepaalde frequenties echter ook beperkingen, met name in het gedeelte vanaf 700 MHz. 4G en LTE verbindingen in dit frequentiegebied geven wederzijds nogal eens interferentie, doordat gelijke frequenties worden gebruikt. 
In een 8 MHz-kanaal, zoals overal in Europa gebruikt wordt, past een analoog televisiesignaal of een DVB-C-/EuroDOCSISsignaal met een capaciteit van 38-50 Mbit/s (afhankelijk van de gekozen modulatiemethode). Daarmee kunnen afhankelijk van de gewenste kwaliteit ongeveer 5-15 digitale televisiekanalen worden getransporteerd. In de praktijk transporteren de kabeloperators hiermee circa 160 digitale televisiekanalen naast het analoge pakket van gemiddeld zo'n 32 zenders.

### DVB-T
DVB-T(errestrial) zendt uit via zendmasten op aarde. Door gebruik van digitale techniek is bij voldoende signaal de ontvangst prima. Ruis (sneeuw) en reflecties (dubbele beelden) komen niet meer voor. Als er te weinig signaal is, bevriest het beeld of wordt het zwart, maar door het gebruik van sterke digitale compressietechnieken kan de beeldkwaliteit lager worden dan bij DVB-S of zelfs analoge televisie. Er zijn echter ook voordelen. Het benodigde signaalniveau voor goede ontvangst ligt meer dan 20 dB lager dan voor analoge kleurentelevisie nodig is (40 dBµV tegen 65 dBµV). Daardoor kan dicht in de buurt van zenders een eenvoudige binnen-antenne volstaan. De zendvermogens van de televisiezenders liggen ook circa 15 dB lager: voor analoge UHF-televisiezenders waren gebruikelijke vermogens 200 tot 1000 kW ERP, voor digitale televisie is dat veelal 10 tot 40 kW ERP.
Verder kunnen verschillende zenders op dezelfde kanalen werken, waardoor met een beperkt aantal toegewezen televisiekanalen een breed programma-aanbod mogelijk is. In de 8 MHz bandbreedte van een UHF-kanaal worden 4 tot 8 televisieprogramma's gedistribueerd, samen met een aantal radioprogramma's.

### DVB-H
DVB-H(andheld) werd door KPN van 2008 tot april 2011 gebruikt. Op fysiek niveau is er weinig verschil met DVB-T maar het systeem is geoptimaliseerd voor mobiel gebruik en ontvangst op handhelds, zoals mobiele telefoons en Personal Digital Assistants (PDA's).
Door enkele wijzigingen t.o.v de DVB-T-standaard slaagt men erin met slechts één antenne en beperkt stroomverbruik toch mobiele ontvangst te hebben. Op linklayerniveau en hoger zijn er grote verschillen. Ten opzichte van de andere DVB-standaarden, is een totaal nieuwe servicestructuur gedefinieerd, die nog slechts ten dele is afgebeeld op de SI (Service Informatie) in de transportstroom. Door de wijzigingen in de standaard t.o.v. DVB-T kunnen DVB-T-ontvangers geen DVB-H ontvangen. In 2006 zou Nokia een mobiele telefoon met DVB-H op de markt brengen. DVB-H kan een betere kwaliteit bieden dan UMTS. Hoe DVB-H uitgezonden zal worden is nog onduidelijk. Er zijn een aantal opties. Het opzetten van een DVB-H-zendernetwerk. Probleem hierbij is het toekennen van spectrum. Een tweede mogelijkheid is het toevoegen van DVB-H-services aan een DVB-T-transportstroom. De laatste mogelijkheid is het toepassen van hiërarchische modulatie op bestaande DVB-T-zenders. Het highprioritykanaal zou dan gebruikt kunnen worden voor DVB-H. Het nadeel voor alle opties is dat het ten koste gaat van de capaciteit gereserveerd voor DVB-T (of andere systemen). Met behulp van een beperkt aantal zendmasten (in vergelijking met het aantal benodigde UMTS-zendmasten) kan een heel land als België/Nederland gedekt worden.

### Overgang van analoge naar digitale televisie

#### Nederland
Nozema is in Nederland sinds 1993 actief in het ontwikkelen van DVB-T. Sinds december 1997 worden er testuitzendingen via een DVB-T-zender in Lopik gedaan. Op vrijdag 26 mei 2000 is er een zender (kanaal 9) in de lucht gegaan die het regionale televisieprogramma van Utrecht uitzendt op de digitale manier (DVB-T). Deze zender wordt ontvangen door de enkele kleine kabelbedrijven, die het signaal converteren naar een analoog televisiesignaal en het daarna verspreiden. De grotere Nederlandse kabelbedrijven verkrijgen het signaal rechtstreeks via het Mediapark in Hilversum.
Voor de introductie van DVB-T in Nederland werkt Nozema samen met andere belanghebbende partijen in de omroepmarkt. Onder de naam Digitenne is een consortium opgericht dat de introductie van DVB-T in Nederland verzorgt. De frequenties waarop wordt uitgezonden liggen in dezelfde UHF-band als waar nu de meeste analoge zenders uitzenden. Met ingang van 18 oktober 2004 biedt KPN Telecom onder de naam KPN digitale tv hetzelfde pakket aan, maar in combinatie met overige KPN-abonnementen voordeliger dan Digitenne.
De uitzendingen van analoge televisiesignalen zijn beëindigd in de nacht van 10 op 11 december 2006. Sindsdien zijn in heel Nederland de uitzendingen van Nederland 1, 2 en 3, Radio 1, 2, 3FM, 4, 5, 6 en de regionale radio en televisie via DVB-T free-to-air te ontvangen. Wanneer iemand het hele Digitenne-aanbod wenst te ontvangen dient er wel betaald te worden. In dat geval volgt er een aanbod dat vergelijkbaar is met het analoge aanbod van de kabelmaatschappijen.
Van de grote kabelaars bieden Ziggo, Caiway en DELTA het digitale basispakket (in DVB-C) voor de klanten gratis aan. Bij Ziggo en Caiway is het bovendien mogelijk om zonder smartcard het basispakket te ontvangen (free-to-air, soms ook wel free-to-cable genoemd). Bij de overigen is wel een smartcard nodig om het basispakket te ontvangen (Free-to-view geheten).
De bedoeling van deze bedrijven is om het aantal analoge kanalen op termijn in stappen terug te brengen om zo de overgang van analoog naar digitaal gefaseerd te laten verlopen. Door de invoering van DVB-C komt capaciteit beschikbaar, die deels al is ingevuld met nieuwe abonneekanalen. De geschrapte analoge kanalen zijn vanaf dat moment uitsluitend nog (gratis) toegankelijk via DVB-C. Daartoe dient uiteraard eerst een decoder, te worden aangeschaft (bij UPC: aangevraagd). Bij analoge televisies is dat in de vorm van een settopbox. Steeds meer nieuwe televisies bieden echter de mogelijkheid om een digitale ontvanger in te bouwen, naast de conventionele analoge tuner. Voor het kijken naar deze kanalen is een Common Interface module nodig.
Caiway is gestopt met de doorgifte van het analoge kabelsignaal, per 10 oktober 2010. Dus vanaf die datum kunnen de klanten van Caiway geen analoge kabel meer ontvangen.

#### Vlaanderen
De VRT zond jaren met de eigen zenders in DVB-T uit, eveneens gratis. Er was de volgende evolutie:
- Op 3 november 2008 wordt beslist om geen analoge uitzendingen via de ether te doen, mede gezien de succesvolle uitschakeling van de Nederlandse zenders. Dit was voor de VRT ook een enorme energiebesparing.
- Op 5 maart 2009 wordt het volledige zenderpark van de VRT overgenomen door Norkring. De VRT-zenders moeten wettelijk gezien onversleuteld uitgezonden worden. Voor een beetje amateur zijn de Norkring-signalen tot ver in de buurlanden (en Franstalig België) te ontvangen.
- Op 1 december 2018 worden er via Norkring geen DVB-T signalen meer verstuurd. Met meer dan 98% blijft Vlaanderen de dichtst bekabelde streek ter wereld. De VRT wijst in hun beslissing naar gebruik van DVB-T, dat slechtst 1 procent van gezinnen zou gebruiken (terwijl er een hoge kost mee gepaard gaat). Ze merken daarentegen dat het kijken via internet fors toeneemt. Het is wel nog mogelijk om via TV Vlaanderen en DVB-T2 te blijven kijken via antenne, maar dan moet een abonnement afgesloten worden.[2]
- Sinds 1 september 2024 zijn de dvb-t uitzendingen van TV Vlaanderen gestopt. .

#### Europese Unie
In de Europese Unie is het de bedoeling analoge televisie via de ether te stoppen in 2012 om plaats te maken voor hdtv- en DVB-T-uitzendingen via de ether.

## Techniek
Het beeld van de camera wordt in de studio digitaal opgenomen. Dit levert een signaal op van 270 Mbit/s. Deze informatie is niet ongewijzigd op een efficiënte manier over te dragen, daarom maakt DVB gebruik van videocompressietechnieken. Voor SD-uitzendingen wordt hiervoor de MPEG-2-standaard toegepast; voor HD wordt MPEG-4 gebruikt. Door deze coderingstechnieken, waarbij bijvoorbeeld alleen de verschillen tussen de opeenvolgende beelden worden overgedragen, kan de bitstroom met een factor 50 tot 100 worden gereduceerd. De maximale reductie wordt bepaald door de vereiste beeldkwaliteit. Ook het geluid wordt gecomprimeerd, dit volgens MPEG-1 Audio Layer 2. Hiermee wordt een reductie bereikt van 7 maal ten opzichte van een cd.
Veelal worden DVB-signalen nog met de oude MPEG-2-standaard uitgezonden. Dit levert elementaire MPEG-datastromen op. Deze worden vervolgens in MPEG-2-transportpakketjes verdeeld. Deze pakketjes hebben een vaste lengte van 184 byte. Hier worden vervolgens 4 byte aan headerinformatie opgezet, waaronder het uit 13 bits bestaande streamnummer, de PID (Packet IDentifier). Het resultaat zijn pakketjes met een grootte van 188 byte.
Tevens kan het DVB-signaal gecomprimeerd uitgezonden worden met H.264 MPEG-4 Part 10, wat een resolutie kan oplopen tot 1080i met dezelfde bitrate als SD, of een stream op een lager bitrate.
De pakketjes van meerdere televisiekanalen kunnen vervolgens gemultiplext worden, dat wil zeggen dat ze afwisselend achter elkaar worden geplaatst. Dit levert een MPEG-transportdatastroom op. Deze datastroom wordt vervolgens over een van de mogelijke DVB-standaarden, zoals DVB-S, DVB-C of DVB-T uitgezonden.
Naast de beeld- en geluidsstromen wordt nog extra data toegevoegd. Ook deze worden in pakketjes van 188 bytes gezet. Belangrijk is de PAT, de program association table, die een overzicht biedt van alle programma's die in de MPEG-transportstroom uitgezonden worden, en de PMT (Program Map Table), die aangeeft uit welke PID's een zender bestaat.
Extra diensten die met een zender meegestuurd kunnen worden zijn bijvoorbeeld een elektronische programmagids en teletekst. Ook deze worden in de PMT vermeld.

### Beeldkwaliteit
Door de gebruikte compressietechniek MPEG-2 is het beeld opgebouwd uit kleine blokjes van 8 bij 8 beeldpunten. Op deze blokjes wordt een zogenaamde discrete cosinustransformatie toegepast waardoor het mogelijk wordt om informatie die niet met het menselijke oog zichtbaar is weg te laten. Met behulp van een testpanel kan dit getoetst worden. Indien de compressie te ver wordt doorgevoerd, verliest het beeld aan detaillering. Dat wordt zichtbaar in bijvoorbeeld de slechte weergave van gras tijdens het kijken van voetbalwedstrijden.
Ten slotte wordt verdere compressie bereikt door achtereenvolgende frames (beelden) met elkaar te vergelijken. Dat gebeurt op basis van blokjes van 16 bij 16 beeldpunten. Zowel de encoder als de decoder hebben een bewegingsschatter. Deze bewegingsschatter voorspelt hoe het volgende beeld eruit zal gaan zien. De encoder kan op basis van het echte volgende beeld controleren of deze schatting klopt. Als dat zo is, gebeurt er niets, als dat niet zo is dan stuurt de encoder een correctie naar de bewegingschatter van de decoder.
Dit principe is gevoelig voor bitfouten tijdens de transmissie. Hierdoor ontstaan storende vierkantjes in het beeld, doordat de veranderingen tussen de twee opeenvolgende frames (beelden) niet goed zijn overgekomen bij de decoder.
Door het wegvallen van het signaal kunnen stilstaande beelden optreden.
In het algemeen kan gesteld worden dat DVB-signalen minder gevoelig voor zijn voor storingen. Een storingsvrij analoog televisiebeeld doet niet zo veel onder voor een DVB-televisiebeeld. De detaillering is vaak zelfs beter. Het DVB-beeld is rustiger en oogt scherper. Bij toenemende ruis blijft de beeldkwaliteit van DVB-signalen vergeleken met een PAL-televisiesignaal langere tijd beter. Bij het analoge beeld wordt de ruis zichtbaar, bij DVB niet. Tot het ogenblik dat de decoder niet meer in staat is om een herkenbaar beeld te maken uit de binnenkomende bitstroom. Het PAL-signaal bevat dan ruis, afhankelijk van het televisietoestel waarmee wordt gekeken, maar is nog wel zichtbaar.
Met name bij DVB-T, maar ook bij DVB-C en DVB-S kunnen beeldverstoringen dus voorkomen. De oorzaak daarvan is dat ontvangst van de DVB-T-signalen sterk afhankelijk is van de positie van de ontvangstantenne ten opzichte van de zendantenne en gevoelig is voor atmosferische storingen. De DVB-T-antenne is vaak klein en staat vaak op een ongunstige plaats. Aan de basis hiervan liggen echter enkel esthetische redenen. DVB-T-antennes kunnen kleiner worden gemaakt en binnenshuis worden geplaatst, wat dus ook gebeurt. In de praktijk gaat echter niets boven een hoog opgestelde buitenantenne voor analoge televisie voor zover die voor de juiste banden werd geconstrueerd. Meer nog: doordat digitale televisie geen last heeft van reflecties, is het nog nooit zo makkelijk geweest zelf een antenne te bouwen. Yagi’s, (bi-)quads, alles is mogelijk, zelfs met onnauwkeurigheden in de constructie, als het maar decibels maakt. Het plaatsen van een buitenantenne is in Nederland echter aan strenge regels gebonden.
Bij DVB-C worden de signalen afgeschermd verstuurd, de afhankelijkheid van een goede antenne is hier uiteraard niet aanwezig. Doordat een aantal grote aanbieders van digitale televisie via de kabel het signaal via glasvezel rechtstreeks uit de studio haalt is een ongestoorde ontvangst vrijwel gewaarborgd. Bij DVB-S moet de ontvangst(schotel)antenne van goede kwaliteit zijn en op de zender (de satelliet) gericht worden.
Voor het geluid geldt iets soortgelijks. Doordat het geluid bij PAL frequentiegemoduleerd is en over een veel bredere frequentieband verstuurd wordt dan bijvoorbeeld een radiostation, blijft het verrassend lang goed; ook bij duidelijke ruis in het beeld. Het geluid bij DVB gaat uiteindelijk bij sterke ruis hakkelen voordat het weg valt.
Als stelregel geldt dat de gebruikte bitrate een goede maatstaf is voor de beeldkwaliteit. Met name uitzendingen met veel beeldwisselingen, (MTV) hebben een hogere bitrate nodig. Gebruikelijk bij DVB-T zijn bitrates van 2,5 tot 4,5 Mb/s. Bij DVB-C worden bitrates gebruikt van 4,5 Mb/s tot 9 Mb/s. Bij satellietuitzendingen kunnen bitrates tot 10 Mb/s voorkomen.
Een bitrate van 10 Mb/s is nodig voor studiokwaliteit met een resolutie van 720 bij 576 beeldpunten. Voor een uitzending met hdtv-kwaliteit met een resolutie van 1920 bij 1080 beeldpunten is ongeveer 20 Mb/s nodig.

### Cryptografie
DVB biedt ingebouwde mogelijkheden voor cryptografie. Hiertoe worden de audio- en videodatastromen versleuteld met het Common Scrambling Algorithm. Dit is een symmetrisch versleutelingsalgoritme. De sleutel om te ontcijferen verandert iedere paar seconden.
Hoe men aan deze sleutel komt, is niet gestandaardiseerd. Hier bestaan meerdere algoritmen voor zodat men, als een algoritme gekraakt wordt, eenvoudig op een ander systeem over kan stappen. Deze algoritmen zenden de sleutels zelf weer vercijferd over speciale datastromen met hun eigen PID's. Een ontvanger zal deze volgens de in praktijk gevolgde werkwijze met behulp van een chipkaart kunnen ontcijferen, waarna men beeld heeft. Voorbeelden van deze cryptografische systemen zijn Irdeto (gebruikt door onder andere IN-DI, Delta, CAIW, Ziggo en CanalDigitaal), Mediaguard (gebruikt door onder andere CanalDigitaal en TV Vlaanderen), Viaccess, Nagravision (gebruikt door onder andere Telenet, IN-DI en UPC) en Conax (gebruikt door onder andere Digitenne).
Er zijn zowel ontvangers te koop waarbij het cryptografische systeem vast in de ontvanger zit als waarbij dit flexibel is. Deze eerste zijn vaak goedkoop en worden veelal gesubsidieerd door de televisieaanbieder. Indien de aanbieder echter overstapt op een ander systeem kan men de ontvanger weggooien. Dit is in het verleden gebeurd bij satellietontvangers van CanalDigitaal, dat stopte met uitzendingen in Irdeto 1, omdat dit systeem gekraakt was.
Een duurdere maar meer zekerder aankoop is een ontvanger met een zogenaamde Common Interface. Hierbij steekt men een conditional access module met daarop de logica van het cryptografiesysteem in de ontvanger, en steekt de chipkaart in de conditional access module. Indien de aanbieder van cryptografiesysteem verandert hoeft men enkel een nieuwe conditional access module aan te schaffen.

### Middleware
Naast de videobeelden kunnen ook datadiensten verstuurd worden met DVB. Aangezien (lokale) interactiviteit gewenst is, met behulp van de afstandsbediening, wordt daarvoor middleware gebruikt. Er zijn verschillende systemen in gebruik, waaronder:
- MHP, of Multimedia Home Platform, is een Europees systeem gebaseerd op Java.
- MHEG is een systeem, enkel in gebruik in het Verenigd Koninkrijk.
- OpenTV is een Amerikaans systeem, gebaseerd op Java.

## Andere digitale standaarden

digitale standaarden

In Amerika, Japan en Zuid-Korea worden vaak andere standaarden gebruikt. Voor satellietuitzendingen wordt naast het DVB-systeem in Amerika (Noord-, Midden- en Zuid-) het systeem van Hughes en in Japan het ISDB-systeem gebruikt. Voor uitzendingen via de ether wordt in Noord-Amerika (USA, Canada en Mexico) en Zuid-Korea het ATSC-systeem gebruikt en in Japan het ISDB-systeem. Voor het overige is DVB de defacto wereldstandaard.